# Giro di Calabria 1990
Il Giro di Calabria 1990, terza edizione della corsa, si svolse dal 27 al 29 marzo 1990 su un percorso totale di 518,7 km, ripartiti su 3 tappe. La vittoria fu appannaggio dello svizzero Guido Winterberg, che completò il percorso in 14h17'19", precedendo l'italiano Gianluca Pierobon ed il connazionale Niki Rüttimann.

## Tappe
| Tappa  | Data     | Percorso                          | km    | Vincitore di tappa | Leader cl. generale |
| ------ | -------- | --------------------------------- | ----- | ------------------ | ------------------- |
| 1ª     | 27 marzo | Lamezia Terme > Cosenza           | 175,7 | Andrea Chiurato    | Andrea Chiurato     |
| 2ª     | 28 marzo | Cosenza > San Giovanni in Fiore   | 183   | Guido Winterberg   | Guido Winterberg    |
| 3ª     | 29 marzo | San Giovanni in Fiore > Catanzaro | 160   | Roberto Pagnin     | Guido Winterberg    |
| Totale | Totale   | Totale                            | 518,7 |                    |                     |

## Dettagli delle tappe

### 1ª tappa
- 27 marzo: Lamezia Terme > Cosenza – 175,7 km

Risultati
| Pos. | Corridore       | Squadra      | Tempo |
| ---- | --------------- | ------------ | ----- |
| 1    | Andrea Chiurato | Amore & V.   | ?     |
| 2    | Leonardo Sierra | Selle Italia | s.t.  |
| 3    | Sergio Carcano  | Ariostea     | s.t.  |

| Pos. | Corridore       | Squadra    | Tempo |
| ---- | --------------- | ---------- | ----- |
| 1    | Andrea Chiurato | Amore & V. | ?     |

### 2ª tappa
- 28 marzo: Cosenza > San Giovanni in Fiore – 183 km

Risultati
| Pos. | Corridore         | Squadra  | Tempo    |
| ---- | ----------------- | -------- | -------- |
| 1    | Guido Winterberg  | Helvetia | 5h00'18" |
| 2    | Gianluca Pierobon | Malvor   | a 54"    |
| 3    | Niki Rüttimann    | Helvetia | s.t.     |

| Pos. | Corridore        | Squadra  | Tempo |
| ---- | ---------------- | -------- | ----- |
| 1    | Guido Winterberg | Helvetia | ?     |

### 3ª tappa
- 29 marzo: San Giovanni in Fiore > Catanzaro – 160 km

Risultati
| Pos. | Corridore          | Squadra  | Tempo    |
| ---- | ------------------ | -------- | -------- |
| 1    | Roberto Pagnin     | Malvor   | 4h42'54" |
| 2    | Niki Rüttimann     | Helvetia | a 34"    |
| 3    | Massimiliano Lelli | Ariostea | a 41"    |

## Classifiche finali

### Classifica generale
| Pos. | Corridore          | Squadra             | Tempo     |
| ---- | ------------------ | ------------------- | --------- |
| 1    | Guido Winterberg   | Helvetia            | 14h17'19" |
| 2    | Gianluca Pierobon  | Malvor              | a 44"     |
| 3    | Niki Rüttimann     | Helvetia            | a 45"     |
| 4    | Claudio Chiappucci | Carrera-Vagabond    | a 50"     |
| 5    | Gianni Faresin     | Malvor-Sidi         | a 1'18"   |
| 6    | Marino Amadori     | Del Tongo-Rex       | ?         |
| 7    | Marcello Siboni    | Ariostea            | ?         |
| 8    | Stefano Tomasini   | Malvor-Sidi         | ?         |
| 9    | Andrea Chiurato    | Amore & Vita-Fanini | ?         |
| 10   | Enrico Zaina       | Carrera-Vagabond    | ?         |